# 에이미 굿먼

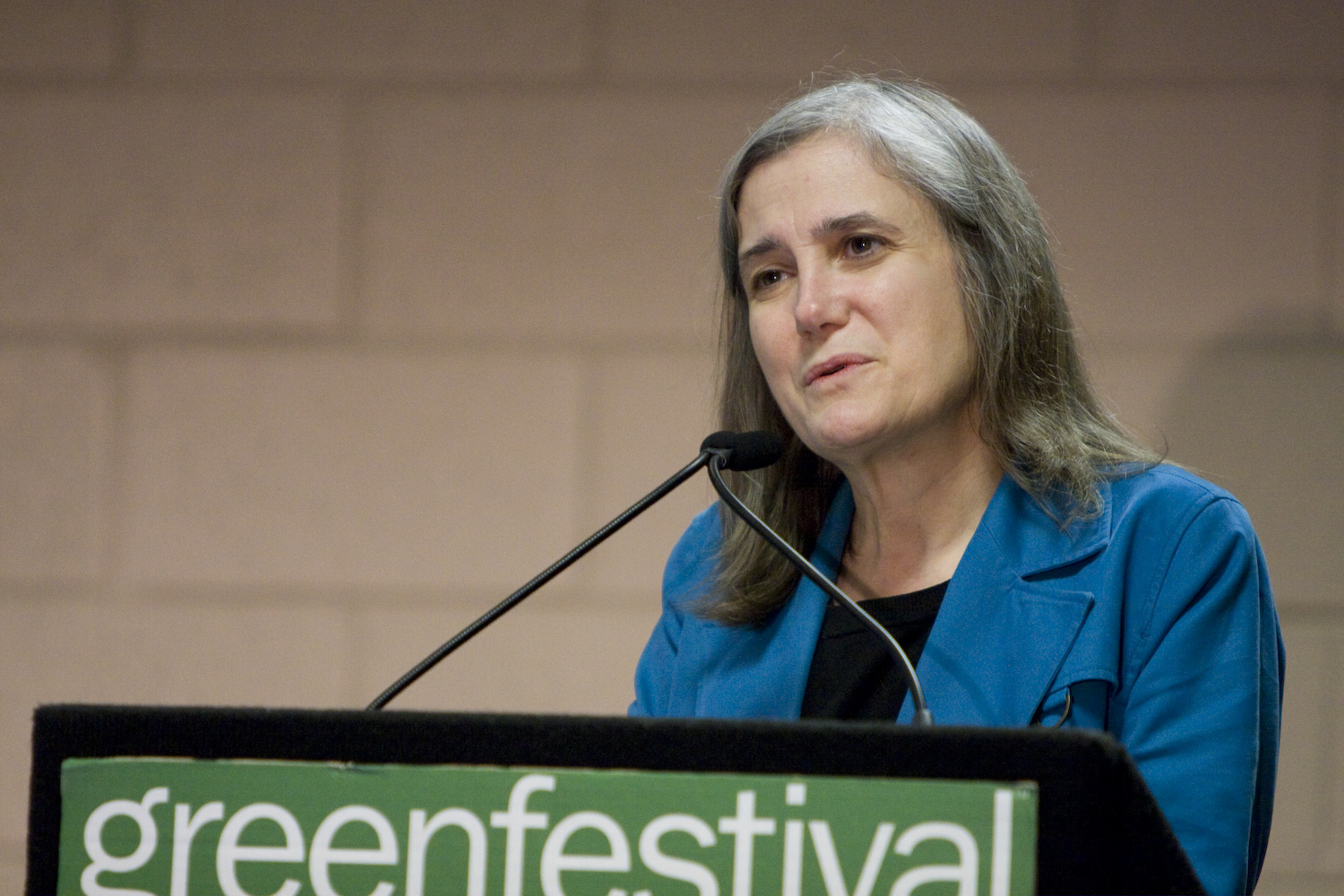
에이미 굿먼

에이미 굿먼(Amy Goodman, 1957년 4월 13일 ~ )은 미국의 저널리스트, 칼럼니스트, 작가이다. 평화와 인권 운동에 대한 보도와 독립 미디어에 대한 지지 활동으로 알려져있다. 동티모르와 나이지리아 에서의 인권 침해에 대한 조사 보도로 잘 알려져 있다. 기자로서 처음으로 환경 보호와 인권 활동에 공헌한 자에게 주어지는 라이트 라이블리후드 어워드를 수상했다. 퍼시피카 라디오에서 뉴스 디렉터를 10년 이상 재직한 후 1996년에 라디오 프로그램 데모크라시 나우!를 설립하였다.